# Presupuestos (El ala oeste)
 Presupuestos  es el tercer capítulo de la tercera temporada de la serie dramática El Ala Oeste .

## Argumento
Comienzan las primeras citaciones del Gran Jurado encabezado por el fiscal especial Clement Rollins. C.J. intenta derivar parte de la investigación al congreso, donde pueden tener más opciones de victoria. Decide presentar a Rollins como un aliado y alguien profesional ante la prensa, sin atacarle; el consejero jurídico de la Casa Blanca Oliver Babish está en contra de esta decisión, pero asume el reto de implicar al congreso.
Sam y Connie se reúnen con un representante hispano de California, Victor Campos, para lograr su apoyo, a cambio de una amnistía para los inmigrantes. Josh y Toby se reúnen con miembros del Congreso para sacar adelante una reforma tributaria para aumentar los impuestos a los más ricos. Ni siquiera el representante de la comunidad negra les ofrece ya su apoyo, ante la creciente debilidad de la Casa Blanca.
Por otro lado, Donna comienza a salir con un abogado republicano, especialmente preocupada por las citaciones y su posible implicación en la ocultación de la enfermedad del Presidente. Este, mientras tanto, debe decidir entre dejar quemarse un bosque protegido por un incendio natural o apagarlo por todos los medios posibles. Incluso llegará a enfrentarse al gobernador de Wyoming, para quien dicho incendio iría en contra de sus intereses electorales.

## Curiosidades
- La escena de la búsqueda de documentos entre cajas por parte de Donna fue ideada directamente por Eli Attie, ayudante del portavoz del Exvicepresidente Al Gore.
- En la escena con Victor Campos, Sam se pone a hablar en español.

## Enlaces
- Enlace al Imdb.
- Guía del Episodio (en inglés).

- Datos: Q5810871